# Oldsmobile Alero

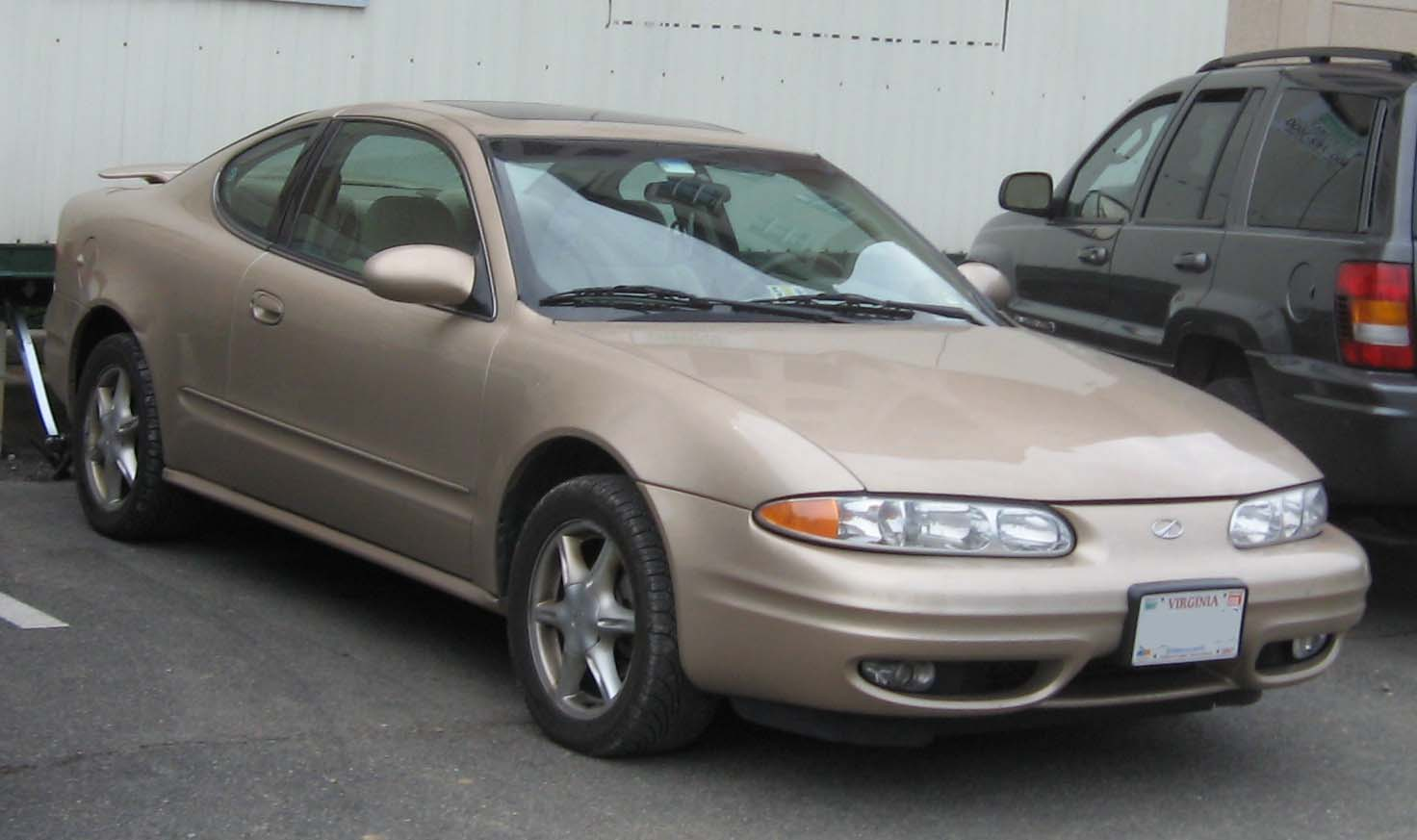
Oldsmobile Alero Coupé (1998–2004)

Beim Oldsmobile Alero handelte es sich um ein von Anfang 1998 bis Frühjahr 2004 hergestelltes Modell der amerikanischen Automobilmarke Oldsmobile, das in Europa unter dem Markennamen Chevrolet angeboten wurde (sogenanntes Badge-Engineering).
Der Oldsmobile Alero wurde im April 1998 als Nachfolger des Oldsmobile Achieva eingeführt. Der Alero war zudem das letzte neue Mittelklassemodell der Marke Oldsmobile und auch das letzte Modell, das unter diesem Markennamen verkauft wurde.
Die Fertigung endete im April 2004.

## Geschichte
Das Design des Alero nahm die Designstudie Alero Alpha vorweg, die 1997 als futuristisch gestyltes Sportcoupé auf den Autosalons gezeigt wurde. 
Das Serienfahrzeug gab es als viertürige Limousine und als zweitüriges Coupé mit Vier- oder Sechszylindermotor. Chassis und Motoren teilte er sich mit dem Pontiac Grand Am, Chevrolet Malibu und Oldsmobile Cutlass, da alle Modelle auf der N-Plattform von General Motors basierten.
Während der Vierzylindermotor sowohl mit Schalt- als auch mit Automatikgetriebe erhältlich war, konnte die Sechszylindervariante lediglich mit Automatikgetriebe erworben werden. Die Fahrzeuge verfügen bereits serienmäßig über eine umfangreiche Komfortausstattung.
Der Alero wurde in einigen europäischen Ländern als Chevrolet Alero vermarktet, war hier aber nur als Limousine erhältlich. 
Die Alero-Produktion endete mit der Sonderserie Final 500. Diese 500 letzten Aleros besaßen spezielle Embleme, deren Gestaltung sich an historischen Oldsmobile-Logos orientierte, dunkelrote Metalliclackierung und eine Plakette mit laufender Nummer. 
Der letzte Alero Final 500 war zugleich der letzte Oldsmobile, der je gebaut wurde und steht heute im Ransom Eli Olds Transportation Museum.

## Motoren
- 01.1998–04.2004: GM 3400 LA1, 3,4-l-V6, 130 kW (177 PS)
- 01.1998–12.2001: GM Quad-4 LD9, 2,4-l-Reihenvierzylinder, 112 kW (152 PS)
- 12.2001–04.2004: GM Ecotec, 2,2-l-Reihenvierzylinder, 104 kW (142 PS)